# Смена (фотоаппарат, 1939—1941)
С 1953 по 1962 год выпускался фотоаппарат другой конструкции с таким же названием.
«Сме́на» — советский малоформатный шкальный фотоаппарат простейшего типа.

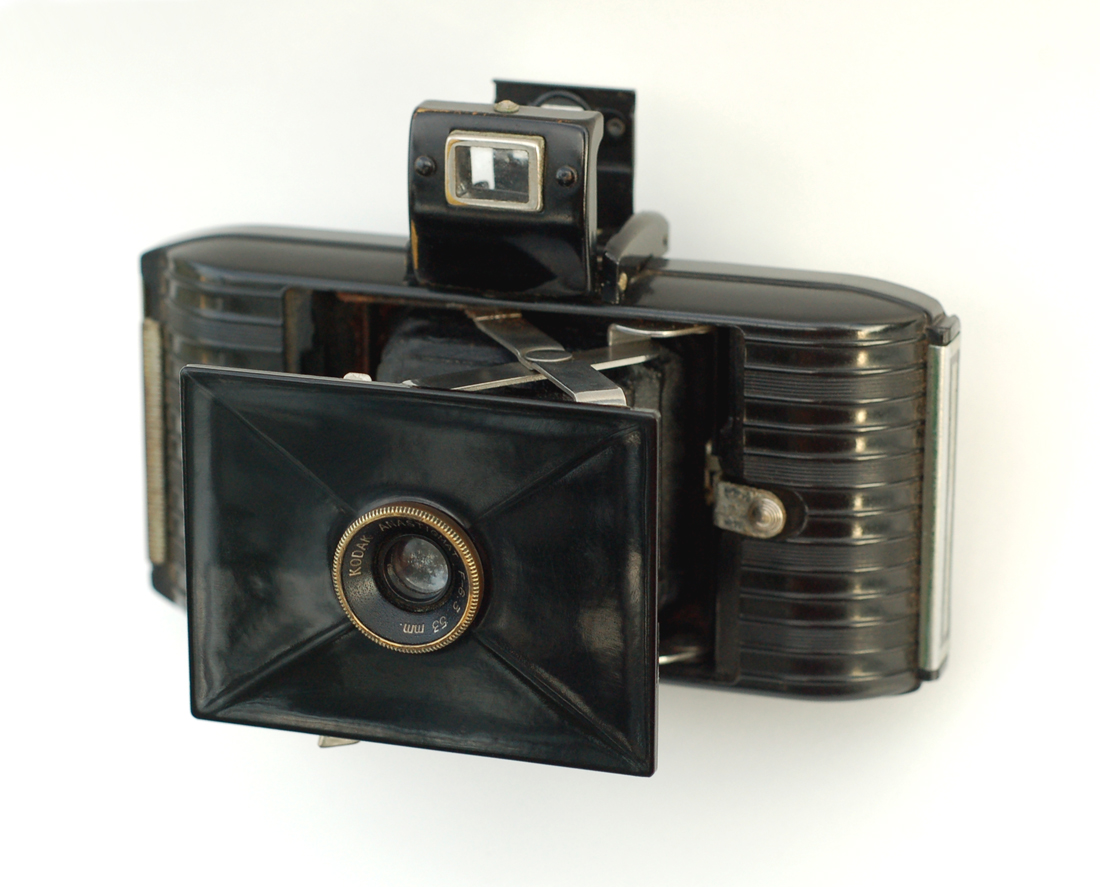
«Kodak Bantam» — прототип довоенной «Смены» (1935)

Складная клапп-камера под 35-мм киноплёнку в бакелитовом корпусе.
Выпускалась с 1939 по 1941 год на ГОМЗ (Ленинград).
Конструктивно подобна камере «Kodak Bantam».
Объектив «Триплет» 6,8/50, фокусировка ручная по шкале расстояний.
Затвор дисковый с выдержками 1/50 с и «В».
Видоискатель рамочный складной.
Зарядка бескассетная, свёрнутой в рулон 35-мм перфорированной фотокиноплёнкой отрезками, рассчитанными на 25 кадров. По другим данным — количество кадров было 45, возможна была зарядка 35-мм фотокиноплёнкой с чёрным бумажным ракордом (до 8 кадров).
В те же годы выпускались аппараты «Лилипут» и «Малютка» аналогичной конструкции.